# Caianda
Caianda – miasto w Angoli, w prowincji Moxico.